# اهوالالکو دو مرکادو
اهوالالکو دو مرکادو (به اسپانیایی: Ahualulco de Mercado) یک منطقهٔ مسکونی در مکزیک است که در خالیسکو واقع شده‌است.

## خصوصیات
اهوالالکو دو مرکادو ۱۳۴٫۲۲ کیلومترمربع مساحت و ۲۱٬۷۱۴ نفر جمعیت دارد.